# یانترا (رود)
 یانترا رودی است به دانوب می‌ریزد. این رود از کشور بلغارستان می‌گذرد.